# 크레팅가
크레팅가(Kretinga, 독일어: Krottingen)는 리투아니아, 클라이페다 주에 있는 도시이다. 2001년으로서 인구는 21,423명이다.